# Ленточные черви
Ле́нточные че́рви, или цесто́ды (лат. Cestoda) — класс паразитических плоских червей (Plathelminthes). Облигатные эндопаразиты. Описано около 3500 видов. Представители этого таксона полностью утратили пищеварительную систему. Некоторые виды — опасные паразиты человека и животных; вызываемые ими заболевания носят название цестодозы. Тело половозрелых особей лентовидное, длиной от долей миллиметра до 30 м. Мелких видов сравнительно мало, большинство — средней (несколько десятков сантиметров) или большой величины (больше метра). Цвет тела, как у большинства паразитических червей, беловато-желтоватый.
В традиционной трактовке жизненный цикл цестод представляет собой онтогенез одной особи, сменяющей нескольких хозяев. Дефинитивные (способные к половому размножению) стадии паразитируют в кишечнике водных и наземных позвоночных. Стадии, обитающие в промежуточных хозяевах (позвоночных и беспозвоночных), могут локализоваться в тканях и полостях тела.

## Строение и физиология

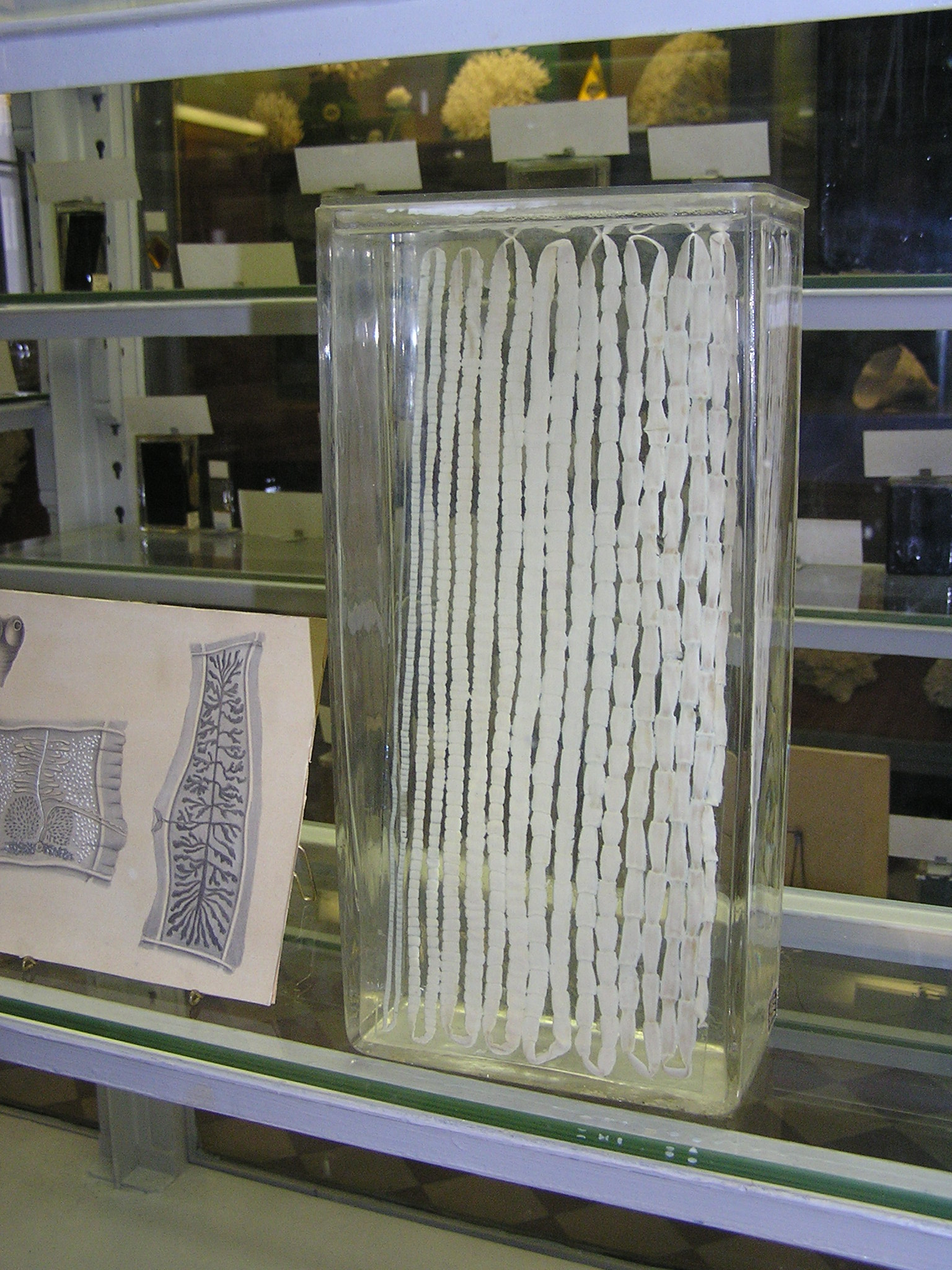
Свиной цепень (Taenia solium) в коллекции Зоологического музея ЗИН РАН

Для большинства видов цестод характерно подразделение тела на сколекс, шейку и членистое туловище — стробилу, состоящую из члеников — проглоттид. Лишь у немногих видов, как, например, у ремнеца, гвоздичника, тело цельное, не подразделённое на членики.

### Сколекс
На переднем конце тела имеется «головка» — сколекс — с присосками, иногда дополненными хитиновыми крючьями (органами прикрепления). У некоторых цестод присоски имеют вид длинных щелевидных желобков, которые сливаются по переднему краю, они называются ботриями. Иногда имеются дополнительные присоски, которые располагаются по нескольку на выростах сколекса — ботридии. Если имеются обе эти структуры — присоски и крючья, то червь называется вооружённым, если имеются только присоски — невооружённым. Сколекс на личиночной стадии известен как протосколекс.
Иногда наблюдается редукция или недоразвитие органов прикрепления. У представителей семейства Ligulidae участок тела, соответствующий сколексу, представляет собой небольшую лопасть с недоразвитыми зачатками ботрий. Причина недоразвития ботрий и сколекса — в особенностях биологии лигулид. Срок пребывания паразита в окончательном хозяине (птице) составляет 3–7 дней. В течение этого небольшого промежутка времени паразиты противостоят перистальтике кишечника, плотно прижимаясь к его стенкам. Отсутствие органов прикрепления компенсируется мощным развитием мускулатуры стенки тела.

### Шейка
Следующий за сколексом отдел — шейка — короткий и узкий нерасчлененный участок тела червя. На его заднем конце располагается зона почкования, в которой образуются новые членики стробилы — проглоттиды.

### Проглоттиды
Последовательность проглоттид (члеников) называется стробила. Количество члеников в теле стробилярной цестоды варьирует у разных видов от 3–4 до нескольких сотен и даже тысяч (например, в составе стробилы широкого лентеца насчитывается до 4 тыс. члеников). В передней половине стробилы расположены незрелые членики с неразвитой половой системой; за ними следуют гермафродитные членики с развитым половым аппаратом. В конце стробилы располагаются зрелые членики с маткой, переполненной яйцами. По форме зрелых члеников и матки можно легко различать основные виды цестод, паразитирующих у человека. На заднем конце тела зрелые членики с яйцами отрываются и выносятся с фекалиями хозяина во внешнюю среду. За счёт образования новых члеников в области шейки тело паразита восстанавливается.
В пределах вида, особенно у многочленистых форм, число члеников очень непостоянно и часто зависит от физиологического состояния как паразита, так и хозяина. Например, при впадании хозяина в спячку или во время его миграции может происходить дестробиляция. Черви в этих случаях отторгают значительную часть, а иногда и всю стробилу целиком, так что в кишечнике остаётся лишь сколекс и небольшой участок шейки. С наступлением благоприятных условий происходит довольно быстрое восстановление стробилы.
Увеличение числа члеников и удлинение стробилы происходит по принципу вставочного (интеркалярного) роста. Новые проглоттиды образуются в зоне почкования и сдвигают назад ранее сформировавшиеся членики. Дальнейшая судьба члеников различна у разных цестод. У одних форм период образования проглоттид ограничен определённым временным промежутком, но зато все они сохраняются вплоть до гибели червя (Ligulidae). У других же (и таких большинство) формирование члеников идёт в течение всей жизни паразита. Однако по достижении какой-то определённой и для данного вида паразита относительно постоянной величины дальнейшего увеличения числа члеников не наблюдается. Это происходит потому, что проглоттиды, составляющие самый задний участок стробилы, постоянно отторгаются от неё. Иногда они отрываются по одной (Taeniarhynchus saginatus), иногда же от стробилы отделяются целые участки, содержащие по 5–6 члеников. Отделившиеся куски червя часто способны к самостоятельному движению. Они могут даже относительно длительное время самостоятельно существовать в кишечнике хозяина.

### Кожно-мускульный мешок
Покровы цестод представлены тегументом. В отличие от других паразитических плоских червей поверхность тегумента цестод образует микротрихии, имеющие значение при всасывании пищи из кишечника хозяина. На сколексе большинства цестод микротрихии мощные, с прочными стенками, так как выполняют функцию дополнительной фиксации к телу хозяина. Стробила паразита покрыта многочисленными трубчатыми микротрихиями. Каждая такая микротрихия состоит из двух частей: дистальной — конической или извитой, проксимальной — более широкой, цилиндрической. Обе части разделены перегородкой. Дистальный участок состоит из плотно упакованных микротрубочек. Благодаря микротрихиям площадь абсорбции может возрастать в 50–70 раз. Наружный слой тегумента подстилает базальная мембрана, под которой располагаются кольцевые и более мощно развитые продольные мышцы. Имеются также пучки дорсовентральных мышц. Как и у других плоских червей, мускулатура состоит из гладких мышечных волокон.

### Системы органов
В связи с паразитизмом у большинства ленточных червей редуцирована пищеварительная система, слабо развиты нервная система и органы чувств. С другой стороны, у них сильно развита половая система, метамерно повторяющаяся в члениках, что обеспечивает их высокую плодовитость как паразитов. Это повышает возможность выживания ленточных червей, развивающихся со сменой хозяев.
Выделительная система представлена протонефридиями. Имеются два боковых выделительных канала, в которые впадают тонкие канальцы от клеток с мерцательным пламенем. Боковые каналы начинаются слепо у заднего конца тела, доходят до сколекса, а затем поворачивают к заднему концу тела, где впадают в мочевой пузырь, открывающийся выделительной порой наружу. После отпадения первого зрелого членика мочевой пузырь не восстанавливается, а выделительная система открывается сзади четырьмя отверстиями за счёт двух петлевидно изогнутых каналов, имеющих восходящее и нисходящее колено. Более широкие нисходящие части каналов соединены между собой поперечными каналами, расположенными вдоль задней стенки члеников.
Нервная система ортогонального типа, включает 6 продольных стволов: самые мощные латеральные, менее развитые дорсальные и вентральные. Крупные виды обычно имеют ещё пару добавочных латеральных стволов. В сколексе располагается кольцевое скопление нервных клеток. В каждом членике представлены также кольцевые комиссуры, расположенные в задней части членика. Рецепторы расположены по всей поверхности тела, концентрируясь на сколексе и в районе половой клоаки.
Половая система червей гермафродитная, повторяется в каждом членике. Мужская половая система состоит из семенников, семяпроводов и общего семявыносящего протока, заканчивающегося половой бурсой, циррусом и мужским половым отверстием. Женская половая система имеет оотип, к которому примыкают яичники, желточники, тельца Мелиса, матка и вагина. У видов с нерасчлененным телом может быть одиночный половой аппарат или метамерный ряд половых аппаратов. У цестод небольших размеров оплодотворение перекрёстное. Крупные формы (солитеры) встречаются в кишечнике хозяина поодиночке, что делает перекрёстное оплодотворение невозможным. При половом размножении у них происходит копуляция разных члеников одной особи. Самооплодотворение в пределах одного членика очень редко. Плодовитость цестод чрезвычайно велика, например, бычий солитёр в год продуцирует около 600 млн яиц, а за всю жизнь (18—20 лет) он может производить около 11 млрд яиц.

## Жизненный цикл
Жизненный цикл цестод складывается из 3—6 этапов. На первом этапе взрослые черви (мариты) обитают в кишечнике окончательного хозяина, размножаются и продуцируют «яйца». На втором этапе яйца попадают во внешнюю среду: в почву или в воду. На суше в яйцах цестод формируется личинка — онкосфера, или шестикрючный зародыш, представляющий фазу внедрения в промежуточного хозяина. У лентецов, яйца которых развиваются в воде, из яйца выходит свободноплавающая личинка — корацидий, покрытая ресничками, а в ней формируется вторая личиночная фаза — онкосфера. На третьем этапе происходит развитие личинок цестод в промежуточном хозяине, который проглатывает яйца или корацидий паразита. Онкосферы выходят из яиц или корацидия и внедряются в стенку кишечника, затем мигрируют по кровяному руслу и оседают в каких-нибудь внутренних органах, где развиваются в пузырчатую глисту — финну. Финна представляет собой округлый пузырь с ввернутыми внутрь одной или несколькими головками — сколексами цестод. Финна для дальнейшего развития должна попасть в кишечник основного хозяина. Там, под влиянием пищеварительных соков, головка из финны выворачивается, присасывается к стенке кишечника и начинается процесс стробиляции — отшнуровывания члеников в зоне шейки.
Финны цепней бывают нескольких типов: с одной ввернутой головкой — цистицерк и похожая на цистицерк, но с хвостовым отделом — цистицеркоид, с несколькими ввернутыми головками (ценур) и с дочерними пузырями внутри, каждый из которых имеет несколько головок (эхинококк). У лентецов может быть более примитивная финна — плероцеркоид лентовидной формы с одной ввернутой головкой с ботриями.

## Представители
Важнейшими видами цестод, паразитирующих у человека, являются широкий лентец – Dibothriocephalus latus, бычий цепень – Taeniarhynchus saginatus, свиной цепень – Taenia solium, эхинококк – Echinococcus granulosus, альвеококк – Alveococcus multilocularis, карликовый цепень – Hymenolepis nana. У кошек и собак часто встречается тыквовидный цепень Dipylidium caninum. У пресноводных рыб в полости тела часто встречаются ремневидные цестоды – Ligula intestinalis.
Большинство ленточных червей человека и многие ленточные черви животных вследствие своей большой величины известны давно. Видовые их описания сделаны в основном в XVIII в., а жизненные циклы расшифрованы в XIX и XX вв.

### Комментарии
1. ↑  Парафилетическая группа[2].